# Камено
Ка́мено (болг. Камено) — місто в Бургаській області Болгарії. Адміністративний центр громади Камено.

## Населення
За даними перепису населення 2011 року у місті проживали 4336 осіб.
Національний склад населення міста:
| Національність   | Кількість осіб | Відсоток |
| ---------------- | -------------- | -------- |
| болгари          | 3383           | 86,7%    |
| цигани           | 379            | 9,7%     |
| турки            | 32             | 0,8%     |
| інша             | 46             | 1,2%     |
| не визначились   | 62             | 1,6%     |
| Всього відповіли | 3902           |          |

Розподіл населення за віком у 2011 році:
Динаміка населення: